# خربة الخذراف
خربة الخذراف قرية سوريّة تتبع إداريّاً لمحافظة حلب منطقة منبج ناحية خفسة، بلغ تعداد سكانها (1,027) نسمة حسب التعداد السكاني لعام 2004.